# Зубцовский мемориальный комплекс
Зубцовский мемориальный комплекс — захоронение советских воинов и мемориал, посвящённый Великой Отечественной войне. Находится в городе Зубцове Тверской области.

Главный элемент комплекса — 15-метровый обелиск.

Воинское кладбище расположено на Московской горе на правом берегу Волги (улица Павлова). Оно имеет размеры 250×100 м.
С 11 октября 1941 года по 23 августа 1942 года Зубцов находился в зоне немецкой оккупации. Первые захоронения на месте современного мемориала были проведены почти сразу после освобождения города. В последующие голы сюда перенесли захоронения из многих деревень Зубцовского и Погорело-Городищенского районов. Всего на воинском кладбище захоронено 11789 военнослужащих, неизвестных среди них нет.
Мемориал из бетона, гранита и мрамора был открыт 9 мая 1978 года. В составе мемориального комплекса — 15-метровый обелиск в виде штыка, площадка вокруг него вымощена железобетонными плитами и ограничена с одной стороны бетонной стелой в форме стяга с надписью: «Слава воинам-освободителям». У подножия стены — бронзовая доска «Здесь покоятся одиннадцать тысяч триста сорок три советских воина, павших в боях с немецкими захватчиками на зубцовской земле. Имена их навечно хранит замурованная в гранит капсула».